# 张尔岐
張爾岐（1612年—1678年）字稷若，自號嵩菴居士，山東濟陽人，明末清初作家。
張行素之子。 萬曆四十年（1612年）出生，明末諸生，崇禎十一年，清兵入掠山東，父張行素被殺，三弟張爾徵被擄北去，下落不明。入清後不仕，篤守程朱之學，教授鄉裡終生，種植蔬菜以養母。與顧炎武、薛鳳祚、劉孔懷、李煥章、李中孚有往來，顧炎武稱“獨精三禮，卓然經師，吾不如張稷若”。晚年受聘參與《山東通志》修纂，自為墓誌銘，康熙十六年（1678年）卒。著有《儀禮鄭注句讀》、《周易說》、《春秋傳義》、《夏小正傳注》、《蒿庵集》，《天道論》，《中庸論》，《篤終論》等。
三十歲讀儀禮時，曾嘆：「漢初高堂生」傳儀禮十七篇，武帝時有李氏得周官五篇河間獻王以歿工補冬官，共成六篇，奏之後復得古經於魯淹中，其十七篇與高堂生所傳同，餘三十九篇無師說，漢志所載傳禮者十三家，其所發明，皆周官及此十七篇之皆也。十三家獨小戴大顯近代列於經以取士，而二禮反日微，蓋先儒於周官疑信各半，而儀禮則苦其難讀故也。夫疑周官者，尚以新莽為口實，儀禮則周公之所定，孔子之所述，當時聖君賢相士君子之所遵行，可斷然不疑者，而以難讀廢，可乎？」。

## 代表作
著《儀禮鄭注節釋》，後改名為《儀禮鄭注句讀》。
- 《儀禮鄭注句讀》一經刊刻即為名震當時的禮學名著，張氏對《儀禮》經文和鄭注進行分段和句讀，並節錄賈疏要點。此書初期以傳抄本行世，一直到乾隆八年（1743）才有濟陽高廷樞和衷堂初刻本，清代後期翻刻本甚多。

## 晚年
張爾岐晚年自然灑脫，蕭然於物外，不與世接，為自己寫下墓誌銘後而逝。

《蒿菴處士自敘墓誌》

蒿菴處士張爾岐者，字稷若，濟陽人，其遠祖諱大倫，徙自棗強，譜牒失次。自五世祖諱清，高祖諱旻，曾祖諱信，祖諱蘭，皆力農。父諱行素，（號）龍溪。府君好儒生，失目，其三子悉教以儒。

時值異說正熾，處士獨守程朱說。雖從事科舉，日與兩弟講究《大全》《蒙引》，存疑不少變者六七年。一旦府君履大變，三弟爾徵亡，四弟爾崇死，復蘇又值大祲，處士形神慘悴、惇惇孤立，忽狂作欲蹈水死，自焚所業書義，又欲著道士服，棄家入山。返顧堂上君母郭孺人莫誰事者，復強自抑制，教授鄉里。未幾，當貢太學，以病廢，不果行，遂貧賤以終其身。

處士性好沈思，喜論著，所著有《易經說畧》《詩經說畧》，學者多傳錄之。《儀禮鄭注句讀》鮮受者，遇崑山顧寧人炎武錄一本藏山西和縣所立書堂，長山劉友生孔懷取據點一本藏其家。《夏小正傳註》一卷，《弟子職註》一卷，《老氏說畧》二卷，《蒿菴集》三卷，《蒿菴閒話》一卷，《濟陽縣志》九卷，《吳氏儀禮考註訂誤》一卷，具藏家塾。草《春秋傳義》未成，遂病。

娶朱氏，續娶徐氏，妾齊氏，子三人，女一人，孫二人，孫女七人。處士生於萬曆壬子七月二十日，歿於康熙丁巳十二月二十八日。處士病既困，自顧無可誌其墓，口占數語以誌生平云。

## 延伸閱讀
[在维基数据编辑]
 《清史稿/卷481》，出自趙爾巽《清史稿》